# Челядинов, Василий Васильевич
Василий Васильевич Челядинов (8 ноября 1895 — не ранее 1944) — участник Белого движения на Юге России, командир 1-го Корниловского ударного полка, полковник.

## Биография
Из мещан. Уроженец Ставропольской губернии. В 1911 году окончил Ставропольское 6-классное городское училище. В 1913 году был конторщиком Ставропольского отделения Волжско-Камского коммерческого банка.
С началом Первой мировой войны — унтер-офицер 77-го пехотного Тенгинского полка. По окончании 1-й Тифлисской школы прапорщиков 15 августа 1915 года был произведен в прапорщики армейской пехоты. Состоял в 105-м пехотном Оренбургском полку.
С началом Гражданской войны вступил в Добровольческую армию, был зачислен в Корниловский ударный полк. Участвовал в 1-м Кубанском походе. На 15 июля 1919 года — штабс-капитан Корниловского полка, отличился во время наступления на курском направлении. В январе 1920 года вступил во временное командование 1-м Корниловским полком после ранения полковника Гордеенко под Батайском и тогда же был ранен сам. Позднее был произведен в капитаны, а затем в подполковники. В августе 1920 года был назначен командиром 1-го Корниловского полка, в каковой должности оставался до эвакуации Крыма. Награждён орденом Св. Николая Чудотворца. На 18 декабря 1920 — в штабе Корниловского полка в Галлиполи. С 24 декабря 1921 года назначен помощником командира 1-го батальона Корниловского полка.
Осенью 1925 года — полковник Корниловского ударного полка в Югославии, на 25 ноября 1933 года — начальник группы Корниловского полка в Югославии. Был членом-сотрудником Новосадского отделения НТСНП. 12 декабря 1944 года допрашивался в отделе контрразведки «Смерш» в качестве арестованного. Дальнейшая судьба неизвестна.